# Soudal Quick-Step
Soudal Quick-Step är ett belgiskt cykelstall som tillhör UCI World Tour. Laget leds av managern Patrick Lefévère. 
Stallet startade 2003 som Quick Step-Davitamon men grunden till laget fanns redan i Mapei, där cyklister som Johan Museeuw, Michele Bartoli, Tony Rominger, Andrea Tafi och Tom Steels tävlade, men när Mapei-stallet slutade sponsra stallet gick golvföretaget Quick Step in med pengar. Laget rankades som etta av UCI 1994-2000 och 2002.
2005 års världsmästare Tom Boonen vann Flandern runt 2005 och 2006. Under 2005 och 2008 vann Boonen också Paris-Roubaix. Han vann också den gröna tröjan i Tour de France 2007 på ett övertygande vis.
Den italienska Paolo Bettini kom till Mapei-stallet 1999 och följde med till Quick Step-Davitamon 2003. Han vann världsmästerskapen 2006 och 2007. Han tog också guld i Olympiska sommarspelen 2004. Italienaren har tagit två segrar i Liège-Bastogne-Liège och en i Milan-San Remo. Bettini har också vunnit etapper på Giro d'Italia, Tour de France och Vuelta a Espana.
Stallets dåvarande cyklist, Filippo Pozzato, vann Milan-San Remo 2006.
Kontraktet med golvföretaget Quick Step skulle gå ut efter säsongen 2008 men företaget valde att förlänga kontraktet med tre år. Samtidigt förlängde de också kontraktet för Tom Boonen till slutet av 2011, trots att det några dagar tidigare blivit känt att belgaren hade testats positiv för kokain.
Quick Step tog med sig flera fina resultat under 2010. Tom Boonen slutade tvåa i Milan-San Remo, E3 Prijs Vlaanderen-Harelbeke och Flandern runt. En vecka efter tävlingen i Flandern, slutade Boonen på en femte plats i Paris-Roubaix. Sylvain Chavanel fick hem två etappsegrar på Tour de France).
Säsongen 2011 blev inte lika framgångsrik som året 2010. Innan säsongen slutade blev det klart att ett av proffslagen, Omega Pharma-Lotto, tänkte splittra på sig. Omega Pharma valde att ta över huvudsponsorskapet från Quick Step, vilket bland annat innebar att budgeten blev bättre. Sex cyklister från HTC-Highroad, som lades ned, blev kontrakterade av det belgiska stallet.
Inför 2015 års säsong bytte laget namn till Etixx-Quick Step, inför 2017 till Quick-Step Floors och 2019 till Deceuninck–Quick-Step.

## Laguppställning

### 2018
| Laguppställning 2018                          | Laguppställning 2018 | Laguppställning 2018                | Laguppställning 2018 |
| Namn                                          | Födelsedatum         | Tidigare lag                        |                      |
| --------------------------------------------- | -------------------- | ----------------------------------- | -------------------- |
| Julian Alaphilippe                            | 11 juni 1992         | Etixx-iHNed (2013)                  |                      |
| Eros Capecchi                                 | 13 juni 1986         | Astana (2016)                       |                      |
| Rémi Cavagna                                  | 10 augusti 1995      | Klein Constantia (2016)             |                      |
| Laurens De Plus                               | 4 september 1995     | Lotto-Soudal U23 (2015)             |                      |
| Tim Declercq                                  | 21 mars 1989         | Topsport Vlaanderen-Baloise (2016)  |                      |
| Dries Devenyns                                | 22 juli 1983         | IAM Cycling (2016)                  |                      |
| Fernando Gaviria                              | 19 augusti 1994      | Coldeportes-Claro (2015)            |                      |
| Philippe Gilbert                              | 5 juli 1982          | BMC Racing Team (2016)              |                      |
| Álvaro Hodeg                                  | 16 september 1996    | Coldeportes-Zenú (2017)             |                      |
| Fabio Jakobsen                                | 31 augusti 1996      | SEG Racing Academy (2017)           |                      |
| Bob Jungels                                   | 22 september 1992    | Trek Factory Racing (2015)          |                      |
| Iljo Keisse                                   | 21 december 1982     | Topsport Vlaanderen-Mercator (2009) |                      |
| James Knox                                    | 4 november 1995      | Team Wiggins (2017)                 |                      |
| Yves Lampaert                                 | 10 april 1991        | Topsport Vlaanderen-Baloise (2014)  |                      |
| Davide Martinelli                             | 31 maj 1993          | Colpack (2015)                      |                      |
| Enric Mas                                     | 7 januari 1995       | Klein Constantia (2016)             |                      |
| Michael Mørkøv                                | 30 april 1985        | Katusha-Alpecin (2017)              |                      |
| Jhonatan Narváez                              | 4 mars 1997          | Axeon-Hagens Berman (2017)          |                      |
| Maximiliano Richeze                           | 7 mars 1983          | Lampre-Merida (2015)                |                      |
| Fabio Sabatini                                | 18 februari 1985     | Cannondale (2014)                   |                      |
| Maximilian Schachmann                         | 9 januari 1994       | Klein Constantia (2016)             |                      |
| Florian Sénéchal                              | 10 juli 1993         | Cofidis, Solutions Crédits (2017)   |                      |
| Pieter Serry                                  | 21 november 1988     | Topsport Vlaanderen-Mercator (2012) |                      |
| Zdeněk Štybar                                 | 11 december 1985     | Telenet-Fidea (2011)                |                      |
| Niki Terpstra                                 | 18 maj 1984          | Team Milram (2010)                  |                      |
| Petr Vakoč                                    | 11 juli 1992         | Etixx-iHNed (2013)                  |                      |
| Elia Viviani                                  | 7 februari 1989      | Team Sky (2017)                     |                      |
| Kasper Asgreen (1 apr–31 dec)                 | 8 februari 1995      | Virtu Cycling (2018)                |                      |
| Mikkel Frølich Honoré (1 aug–31 dec, trainee) | 21 januari 1997      | Lotto-Soudal U23 (2017)             |                      |
|                                               |                      |                                     |                      |
| Källor: ProCyclingStats Cycling Quotient      |                      |                                     |                      |